# Manjisai
Das Manjisai [man.dʑi.sai] (卍釵, jap.) ist eine okinawanische Kobudō-Waffe. Andere Bezeichnungen sind Nuntesai (抜手釵) und Matayoshi Sai. Es handelt sich um eine Abart des Sai.

## Aussehen
Im Gegensatz zum normalen Sai (Dreizack) ist einer der Zinken des Manjisai in die andere Richtung (Richtung Griff) gebogen. Neben den Spitzen der drei Zinken sind die beiden äußeren auch oft auf Außen- und Innenkante zu einer Schneide geschliffen.

## Geschichte
Die Gestaltung dieser Waffe wird zum einen Taira Shinken zugeschrieben. Er soll durch den Besuch eines buddhistischen Tempels, wo er eine Swastika (Hakenkreuz, japanisch Manji), das buddhistische und hinduistische Symbol der Wiedergeburt, sah, zur Fertigung einer nach diesem Vorbild geformten Waffe inspiriert worden sein.
Zum anderen Shinko Matayoshi, welche sie nach einem Vorbild, welches er in Shanghai gesehen hat, nachbauen ließ.
Wahrscheinlicher ist aber, dass es sich auch beim Manjisai um eine traditionelle okinawanische Waffe handelt, die möglicherweise schon in China verbreitet war und von dort aus ihren Weg nach Okinawa, der Heimat des Kobudō, gefunden hat.

## Kata
Die folgenden Kata verwenden diese Waffe:
- Jigen no sai oder Manji no sai (beide Namen bezeichnen dieselbe Kata, da für 卍 die Aussprache Jigen oder Manji möglich ist); die Kata wird auf Taira Shinken zurückgeführt
- Shinbaru no Sai oder Matayoshi no Sai (Kata des Matayoshi-Kobudo)

## Andere Verwendungen
Auf einen Bō montiert verwendet man das Manjisai als speerartige Waffe, den Nuntebō, der optisch ein wenig an eine Hellebarde erinnert.